# Ipiranga
Ipiranga là một đô thị thuộc bang Paraná, Brasil. Đô thị này có diện tích 927,086 km², dân số năm 2007 là 14542 người, mật độ 14,9 người/km².